# Sebastian Brodrick
Sebastian Brodrick (Benin City, Colonia de Nigeria, 9 de julio de 1938-Benin City, Nigeria, 3 de enero de 2024) fue un futbolista y entrenador de fútbol nigeriano que jugó en la posición de defensa.

## Carrera

### Club
| Periodo   | Club             |
| --------- | ---------------- |
| 1965—1970 | NEPA Lagos FC    |
| 1970—1972 | Bendel Insurance |

### Selección nacional
Jugó para Nigeria en 7 ocasiones de 1968 a 1969 y participó en los Juegos Olímpicos de México 1968.

### Entrenador
Dirigió a Nigeria sub-17 en dos periodos de 1985 a 1995, con la que ganó la Copa Mundial de Fútbol Sub-17 de 1985.

## Muerte
Brodrick murió en Benin City el 3 de enero de 2024 a los 85 años a causa de una Enfermedad cerebrovascular isquémica diagnosticada en diciembre de 2022.

## Logros
- Copa Mundial de Fútbol Sub-17 (1): 1985